# Helen Hunt
Helen Elizabeth Hunt (n. 15 iunie 1963, Culver City, California, SUA) este o actriță americană, câștigătoare a patru premii Emmy, un Oscar și patru Globuri de Aur.

## Filmografie
- Bob Roberts (1992)
- Mai bine nu se poate (1997) (Premiul Oscar pentru cea mai bună actriță)
- Naufragiatul (2000)

Dă mai departe( Pay it forward) 2000